# The Power of Love (Jennifer Rush)
The Power of Love è una canzone co-scritta e originariamente registrata da Jennifer Rush nel 1984. Il brano è stato oggetto di numerose cover registrate da molti artisti, tra cui il duo Air Supply, Céline Dion e Laura Branigan.
La versione originale della Rush, pubblicata negli Stati Uniti d'America alla fine del 1984 e in Europa nel 1985, fu in prima posizione nel Regno Unito nell'ottobre 1985 e divenne il singolo più venduto dell'anno in quel paese. Il singolo salì in prima posizione anche nelle classifiche di altri paesi europei, oltre a quelle di Canada, Australia e Nuova Zelanda. La versione di Céline Dion raggiunse la posizione numero uno negli Stati Uniti, in Canada e in Australia nel 1994. La canzone è stata anche tradotta in varie lingue, diventando un classico pop.

## Successo commerciale
The Power of Love è stato registrata per la prima volta dalla cantante americana Jennifer Rush per il suo album omonimo del 1984. Il brano fu pubblicato come singolo promozionale nella Germania occidentale nel dicembre 1984. Nel giugno 1985, The Power of Love venne pubblicato come singolo nel Regno Unito, dove scalò la classifica britannica, rimanendo in prima posizione per cinque settimane nell'ottobre 1985 e diventando il singolo più venduto dell'anno. Da marzo 2017, il singolo ha venduto 1,45 milioni di copie solo nel Regno Unito.
L'enorme successo di The Power of Love nel Regno Unito ebbe un seguito con il successo internazionale del singolo negli ultimi mesi del 1985 e all'inizio del 1986, tra cui una riedizione tedesca salita in nona posizione in classifica. Infine il singolo raggiunse il primo posto in Australia, Austria, Irlanda, Norvegia, Nuova Zelanda, Spagna (dove la Rush era presente in cima alla classifica con una versione in spagnolo del brano intitolato Si tú eres mi hombre y yo tu mujer, traduzione di "Se tu sei il mio uomo e io sono la tua donna") e Sudafrica, la numero tre in Belgio, Svezia e Svizzera e la numero sette nei Paesi Bassi.
Nonostante la CBS smise di pubblicare The Power of Love in Nord America, sentendo il singolo troppo europeo, uscì anche negli Stati Uniti e in Canada nel gennaio 1986. Sebbene avesse raggiunto la numero uno in Canada, The Power of Love non riuscì a diventare una hit americana, fermandosi alla posizione numero cinquantasette della Billboard Hot 100. La canzone è stata eseguita da Jennifer Rush al The Tonight Show Starring Johnny Carson nel marzo 1986 e ad American Bandstand nell'aprile del 1986.

## Formati e tracce
CD Singolo (Germania) (Columbia: 661411 2)
1. The Power of Love (Radio Edit) – 4:50 (testo: Jennifer Rush, Mary Susan Applegate – musica: Gunther Mende, Candy de Rouge)
2. The Power of Love (Orchestral Remix) – 6:00 (testo: Rush, Applegate – musica: Mende, de Rouge)
3. Ave Maria (Survivors Of A Different Kind) – 3:48 (testo: Rush, Applegate, M.D. Clinic – musica: Mende, de Rouge)

LP Singolo 7" (Australia; Nuova Zelanda) (CBS: BA 3331)
1. The Power of Love – 6:00 (testo: Rush, Applegate – musica: Mende, de Rouge)
2. I See A Shadow (Not A Fantasy) – 4:20 (testo: Mende, Rush – musica: DeRouge)

LP Singolo 7" (Brasile) (Epic: 46.637)
1. The Power of Love (O Poder Do Amor) – 6:09 (testo: Rush, Applegate – musica: de Rouge, Mende)
2. Automatic (Automático) – 3:26 (testo: Suzanne Mangold – musica: Mark Mangold)

LP Singolo 7" (Canada) (Epic: 34 05754)
1. The Power of Love (Remix) – 4:20 (testo: Rush, Applegate – musica: de Rouge, Mende)
2. I See A Shadow (Not A Fantasy) – 4:20 (testo: Mende, Rush – musica: DeRouge)

LP Singolo 7" (Europa) (CBS: CBS A 5003)
1. The Power of Love (Orchestral Remix) – 6:00 (testo: Rush, Applegate – musica: de Rouge, Mende)
2. I See A Shadow (Not A Fantasy) – 4:20 (testo: Mende, Rush – musica: DeRouge)

LP Singolo 7" (Germania) (CBS: A 5003)
1. The Power of Love (Orchestral Remix) – 6:00 (testo: Rush, Applegate – musica: de Rouge, Mende)
2. I See A Shadow (Not A Fantasy) – 4:20 (testo: Mende, Rush – musica: DeRouge)

LP Singolo 7" (Italia) (CBS: CBS A 5003)
1. The Power of Love (Remix) – 4:20 (testo: Rush, Applegate – musica: de Rouge, Mende)
2. I See A Shadow (Not A Fantasy) – 4:20 (testo: Mende, Rush – musica: de Rouge)

LP Singolo 7" (Portogallo) (CBS: CBS A 5003)
1. The Power of Love (Orchestral Remix) – 6:00 (testo: Rush, Applegate – musica: de Rouge, Mende)
2. I See A Shadow (Not A Fantasy) – 4:20 (testo: Mende, Rush – musica: DeRouge)

LP Singolo 7" (Regno Unito) (CBS: A 5003)
1. The Power of Love – 6:01 (testo: Rush, Applegate – musica: de Rouge, Mende)
2. I See A Shadow (Not A Fantasy) – 4:20 (testo: Mende, Rush – musica: de Rouge)

LP Singolo 7" (Regno Unito) (CBS: A 5003)
1. The Power of Love (Radio Edit) – 4:20 (testo: Rush, Applegate – musica: de Rouge, Mende)
2. The Power of Love (Long Version) – 6:01 (testo: Rush, Applegate – musica: de Rouge, Mende)

LP Singolo 7" (Regno Unito) (CBS: A 5003)
1. The Power of Love (Remix) – 4:20 (testo: Rush, Applegate – musica: de Rouge, Mende)
2. I See A Shadow (Not A Fantasy) – 4:20 (testo: Mende, Rush – musica: de Rouge)

LP Singolo 7" (Spagna) (CBS: CBS A-5003 (SG))
1. The Power of Love (Orchestral Remix) – 6:00 (testo: Rush, Applegate – musica: de Rouge, Mende)
2. I See A Shadow (Not A Fantasy) – 4:20 (testo: Mende, Rush – musica: DeRouge)

LP Singolo 7" (Spagna) (CBS: CBS A-6975 (SG))
1. Si Tu Eres Mi Hombre Y Yo Tu Mujer (The Power Of Love) – 6:00 (testo: Rush, Applegate, Luis Gómez Escolar – musica: de Rouge, Mende)
2. The Power of Love (Remix) – 4:20 (testo: Rush, Applegate – musica: de Rouge, Mende)

LP Singolo 7" (Stati Uniti) (Epic: 34-05754)
1. The Power of Love (Remix) – 4:20 (testo: Rush, Applegate – musica: de Rouge, Mende)
2. I See A Shadow (Not A Fantasy) – 4:20 (testo: Mende, Rush – musica: de Rouge)

LP Singolo 7" (Stati Uniti) (Epic: 15-08471)
1. The Power of Love – 4:20 (testo: Rush, Applegate – musica: de Rouge, Mende)
2. Flames Of Paradise (feat. Elton John) – 4:36 (Bruce Roberts, Andy Goldmark)

LP Singolo 7" (Sudafrica) (CBS: SSC 5825)
1. The Power of Love – 6:00 (testo: Rush, Applegate – musica: de Rouge, Mende)
2. I See A Shadow (Not A Fantasy) – 4:20 (testo: Mende, Rush – musica: DeRouge)

LP Singolo 12" (Europa) (CBS: CBSA 12.5003)
1. The Power of Love (Orchestral Remix) – 6:00 (testo: Rush, Applegate – musica: de Rouge, Mende)
2. Nobody Move – 3:12 (Patrick Henderson, Richard Feldman, Marcy Levy)
3. Into My Dreams – 4:00 (testo: Rush, de Rouge, Mende – musica: de Rouge, Mende)

LP Singolo 12" (Regno Unito) (CBS: TX 5003)
1. The Power of Love (Extended Remix) – 7:10 (testo: Rush, Applegate – musica: de Rouge, Mende)
2. Come Give Me Your Hand – 3:12 (testo: de Rouge, Mende, Rush – musica: de Rouge, Mende)
3. I See A Shadow (Not A Fantasy) – 4:20 (testo: Mende, Rush – musica: DeRouge)

## Versioni ufficiali
- Si Tu Eres Mi Hombre Y Yo Tu Mujer (The Power of Love) – 6:00
- The Power of Love (Original Album Version) – 6:00
- The Power of Love (Special Radio Edit) – 4:43
- The Power of Love (Orchestral Remix) – 6:00

- The Power of Love (International Album Version) – 5:45 (Remixed by Walter Samuel)
- The Power of Love (Remix) – 4:20 (Remixed by Walter Samuel)
- The Power of Love (Extended Remix) – 7:10 (Remixed by Walter Samuel)

## Classifiche

### Classifiche settimanali
| Classifica (1984-1985)                       | Posizione massima raggiunta |
| -------------------------------------------- | --------------------------- |
| Australia (ARIA)                             | 1                           |
| Austria (Ö3 Austria Top 40)                  | 1                           |
| Belgio Fiandre (Ultratop 50 Singles)         | 3                           |
| Canada (RPM 100 Singles)                     | 1                           |
| Canada (RPM Adult Contemporary)              | 1                           |
| Francia (SNEP)                               | 32                          |
| Germania (Media Control Charts)              | 9                           |
| Irlanda (IRMA)                               | 1                           |
| Norvegia (VG-lista)                          | 1                           |
| Nuova Zelanda (The Official NZ Music Charts) | 1                           |
| Paesi Bassi (Dutch Top 40)                   | 7                           |
| Regno Unito (Official Singles Chart)         | 1                           |
| Stati Uniti (Billboard Hot 100)              | 57                          |
| Svezia (Sverigetopplistan)                   | 3                           |
| Svizzera (Schweizer Hitparade)               | 3                           |

### Classifiche di fin anno
| Classifica (1985)                            | Posizione |
| -------------------------------------------- | --------- |
| Australia (ARIA)                             | 23        |
| Belgio Fiandre (Ultratop 50 Singles)         | 45        |
| Nuova Zelanda (The Official NZ Music Charts) | 19        |
| Paesi Bassi (Dutch Chart 40)                 | 49        |
| Regno Unito (Official Charts Company)        | 1         |
| Classifica (1986)                            | Posizione |
| Austria (Ö3 Austria Top 40)                  | 14        |
| Canada (RPM Top 100 Singles of '86)          | 1         |

### Classifiche di fine decennio
| Classifica (1980-1989)                | Posizione |
| ------------------------------------- | --------- |
| Regno Unito (Official Charts Company) | 9         |

## Crediti e personale
Personale
- Arrangiato da - Candy de Rouge, Gunther Mende
- Ingegnere del suono (remix) - Walter Samuel
- Masterizzato da - Ralph P. Ruppert
- Musica di - Candy de Rouge, Gunther Mende
- Produttore - Candy de Rouge, Gunther Mende
- Testi di - Mary Susan Applegate, Jennifer Rush
- Testi di (adattamento in spagnolo) - Luis Gómez Escolar

## Cronologia di uscita
| Paese         | Data | Formato      |
| ------------- | ---- | ------------ |
| Australia     | 1985 | Vinile (7")  |
| Brasile       | 1985 | Vinile (7")  |
| Canada        | 1984 | Vinile (7")  |
| Europa        | 1984 | Vinile (7")  |
| Europa        | 1985 | Vinile (12") |
| Nuova Zelanda | 1984 | Vinile (7")  |
| Regno Unito   | 1984 | Vinile (7")  |
| Regno Unito   | 1985 | Vinile (12") |
| Stati Uniti   | 1984 | Vinile (7")  |
| Sudafrica     | 1985 | Vinile (7")  |

## The Power of Love(versione di Air Supply)
Il duo australiano Air Supply registrò una cover di The Power of Love per il loro album omonimo pubblicato nel 1985. Poiché la canzone fu cantata da Russell Hitchcock, i ruoli di genere sono stati invertiti nei testi (il verso "I'm your lady and you are my man" divenne "You are my lady and I am your man"). Il brano fu pubblicato come singolo nel luglio 1985 negli Stati Uniti, e successivamente in Canada e Nuova Zelanda. La loro versione fu intitolata The Power of Love (You Are My Lady) per non essere confusa con un'altra canzone dal titolo uguale, The Power of Love del gruppo americano Huey Lewis and the News, presente in classifica contemporaneamente al singolo del duo australiano. La versione di Air Supply ebbe un discreto successo in Nuova Zelanda e Canada, raggiungendo la top 40 in entrambi i paesi alla fine del 1985. Negli Stati Uniti raggiunse la posizione numero 68. Questa cover fu inclusa nel film Death Note - Il quaderno della morte del 2017.

### Formati e tracce
LP Singolo Promo 7" (Stati Uniti) (Arista: AS1-9391)
1. The Power Of Love (You Are My Lady) – 5:28 (testo: Jennifer Rush, Mary Applegate – musica: Candy de Rouge, Gunther Mende)
2. The Power Of Love (You Are My Lady) – 3:57 (testo: Rush, Applegate – musica: de Rouge, Mende)

LP Singolo 7" (Stati Uniti, Canada) (Arista: AS1-9391)
1. The Power Of Love (You Are My Lady) – 3:57 (testo: Rush, Applegate – musica: de Rouge, Mende)
2. Sunset – 2:47 (Graham Russell)

LP Singolo 7" (Nuova Zelanda) (Polydor: AIR 1)
1. The Power Of Love (You Are My Lady) – 3:57 (testo: Rush, Applegate – musica: de Rouge, Mende)
2. Sunset – 2:47 (Russell)

### Classifiche
| Classifica (1985)                                     | Posizione massima raggiunta |
| ----------------------------------------------------- | --------------------------- |
| Canada (RPM 100 Singles)                              | 35                          |
| Canada (RPM Adult Contemporary)                       | 4                           |
| Nuova Zelanda (The Official NZ Music Charts)          | 21                          |
| Stati Uniti (Billboard Hot 100)                       | 68                          |
| Stati Uniti (Billboard Hot Adult Contemporary Tracks) | 13                          |

### Crediti e personale
- Basso - Nathan East
- Batteria - John "JR" Robinson
- Chitarra - Steve Lukather
- Cori - Graham Russell
- Produttore- Peter Collins
- Sintetizzatore - Steve Porcaro
- Tastiere - David Paich, Greg Phillinganes, Steve Porcaro
- Voce - Russell Hitchcock

## The Power of Love(versione di Laura Branigan)
Anche la cantautrice statunitense Laura Branigan registrò una propria versione di The Power of Love, intitolandola Power of Love e inclusa nel suo album del 1987, Touch. Il brano fu prodotto da David Kershenbaum e pubblicato nell'ottobre 1987 come secondo singolo promozionale dell'album dopo Shattered Glass. Il singolo raggiunse la posizione numero ventisei della Billboard Hot 100 nel dicembre dello stesso anno, diventando il settimo (e ultimo) posto in top 40 della Branigan (apparirà ancora una volta sulla Hot 100 con Moonlight on Water nel 1990). Power of Love si classificò con un picco alla numero 19 nella classifica di Billboard Hot Adult Contemporary Tracks (dove Laura Branigan avrebbe fatto un'ultima apparizione con il singolo Never in a Million Years # 22 nel 1990).
La cantante riguardo alla sua cover di Power of Love disse:"Quella canzone ... per me è fondamentale nel cantarla. È un vero e proprio pezzo di canzone emozionante come il tuo cuore ... È come una classica canzone d'amore, ma con un sentimento contemporaneo... È davvero una sfida a livello vocale, eppure è davvero emozionante."

### Formati e tracce
LP Singolo 7" (Stati Uniti) (Atlantic: 7-89191)
1. Power Of Love (Edited Version) – 4:44 (testo: Jennifer Rush, Mary Susan Applegate – musica: Candy de Rouge, Gunter Mende)
2. Spirit Of Love (Edited Version) – 3:35 (Billy Steinberg, Ellen Shipley, Rick Nowels)

LP Singolo 7" (Canada) (Atlantic: 78 91917)
1. Power Of Love – 4:44 (testo: Rush, Applegate – musica: de Rouge, Mende)
2. Spirit Of Love – 3:35 (Steinberg, Shipley, Nowels)

LP Singolo 7" (Guatemala) (Atlantic: 7-89191)
1. Power Of Love (Poder del Amor) – 4:44 (testo: Rush, Applegate – musica: de Rouge, Mende)
2. Spirit Of Love (Espiritu De Tu Amor) – 3:35 (Steinberg, Shipley, Nowels)

LP Singolo Promo 7" (Giappone) (Atlantic: P2343)
1. Power Of Love – 4:44 (testo: Rush, Applegate – musica: de Rouge, Mende)
2. Spirit Of Love – 3:35 (Steinberg, Shipley, Nowels)

MC Singolo (Stati Uniti) (Atlantic: 89191-4)
1. Power Of Love (Edited Version) – 4:44 (testo: Rush, Applegate – musica: de Rouge, Mende)
2. Spirit Of Love (Edited Version) – 3:35 (Steinberg, Shipley, Nowels)

### Classifiche
| Classifica (1987)                                     | Posizione massima raggiunta |
| ----------------------------------------------------- | --------------------------- |
| Stati Uniti (Billboard Hot 100)                       | 26                          |
| Stati Uniti (Billboard Hot Adult Contemporary Tracks) | 19                          |

### Crediti e personale
Registrazione
- Registrato ai Powertrax Studios di Los Angeles

Personale
- Archi - Kim Scharnberg
- Arrangiato da - Bob Marlette, Kim Scharnberg
- Ingegnere del suono - David J. Holman
- Mixato da - David J. Holman
- Produttore - David Kershenbaum
- Programmazione batteria - Bob Marlette
- Programmazione PPG -  David J. Holman
- Tastiere - Bob Marlette

## The Power of Love(versione di Céline Dion)
The Power of Love fu registrato anche dalla cantante canadese Céline Dion per il suo terzo album in studio in lingua inglese, The Colour of My Love (1993). La canzone è stata prodotta da David Foster e pubblicata come secondo singolo nell'ottobre 1993 in Nord e Sud America, nel novembre 1993 in Europa e Australia, nel dicembre 1993 in Giappone e all'inizio del 1994 nel resto del mondo. Fu realizzato anche un videoclip musicale per la versione radiofonica del singolo.

### Recensioni da parte della critica
Dave Sholin del Gavin Report scrisse a riguardo della canzone: «Una canzone così potente pone richieste straordinarie a coloro che la cantano. Solo pochi rari sono all'altezza del compito e chi meglio di Céline Dion per rianimare la canzone che è stata per la prima volta un successo mondiale da parte di Jennifer Rush. Aggiungi l'interpretazione di Céline alla produzione di David Foster e il risultato è a dir poco superbo».

### Successo commerciale
The Power of Love è stata la prima hit numero uno nella classifica degli Stati Uniti, Billboard Hot 100, dove rimase per quattro settimane durante il mese di febbraio del 1994. Il singolo è stato anche il primo successo a raggiungere la prima posizione della classifica australiana e il secondo singolo numero uno in Canada. The Power of Love superò anche le classifiche Adult Contemporary di Canada e Stati Uniti. Nel resto del mondo raggiunse la top ten di Belgio, Francia, Nuova Zelanda, Regno Unito e Svezia. Il singolo ottenne diverse certificazioni: disco d'argento in Francia e Regno Unito e disco di platino negli Stati Uniti.
In totale furono vendute 1, 5 milioni di copie solo negli Stati Uniti.

### Premi e riconoscimenti
The Power of Love vinse anche un ASCAP Pop Award come Canzone più rappresentata negli Stati Uniti e fu candidata ai Grammy Award nella categoria Migliore interpretazione pop vocale femminile. Il brano ottenne anche una nomination agli American Music Award per Miglior Singolo Pop/Rock, due nomination ai Billboard Music Award per Singolo Hot 100 Single dell'Anno e Singolo Hot Adult Contemporary dell'Anno, una nomination ai Juno Award per Singolo dell'Anno. Grazie all'arrangiamento di The Power of Love, David Foster fu nominato per lo Juno Award al produttore dell'anno.

### Pubblicazioni
The Power of Love è uno delle canzoni più importanti della carriera di Céline Dion. È stata eseguita durante tutti i suoi tour e concerti ed è stata inclusa in tutti i suoi album live: À l'Olympia (1994), Live à Paris (1996), Live à Paris DVD (1996), Au cœur du stade (1999), Live in Las Vegas: A New Day... (2007), Taking Chances World Tour: The Concert (2010), e Céline une seule fois / Live 2013 (2014). È stata anche inserita nelle più grandi compilation della Dion: All the Way ... A Decade of Song (1999), Complete Best (2008), My Love: Essential Collection (2008) e The Best of Celine Dion & David Foster (2012). Il videoclip musicale di The Power of Love è stato incluso nella raccolta video pubblicata nel 2000 dalla Dion, All the Way... A Decade of Song & Video.

### Interpretazioni dal vivo
Céline Dion interpretò molte volte The Power of Love oltre che ai suoi concerti, anche in diversi programmi televisivi per la promozione del singolo e dell'album The Colour of My Love. Nel 1993, Céline cantò il singolo durante la cerimonia di insediamento alla Casa Bianca del neo presidente degli Stati Uniti Bill Clinton, tnutasi al Kennedy Center di Washington D.C. Il singolo fu cantato anche al programma televisivo musicale britannico Top of The Pops ne 1993. Nel maggio 1994 cantò il singolo al The Tonight Show with Jay Leno. Durante la promozione del singolo, Céline interpretò la canzone agli American Music Award del 1995 e nello speciale televisivo della CBS, That's Just the Woman in Me, dedicato proprio alla cantante canadese e andato in onda il 15 febbraio 2008.

### Formati e tracce
CD Singolo (Brasile) (550 Music: 2-659799)
1. The Power of Love (Radio Edit) – 4:42 (testo: Jennifer Rush, Mary Susan Applegate – musica: Candy de Rouge, Gunther Mende)
2. No Living Without Loving You – 4:23 (Diane Warren)

CD Singolo (Europa) (Columbia: 659799 1)
1. The Power of Love (Radio Edit) – 4:47 (testo: Rush, Applegate – musica: de Rouge, Mende)
2. No Living Without Loving You – 4:22 (Warren)

CD Maxi Singolo (Europa; Spagna) (Columbia: 659799 2; CBS/Sony: 659799 2)
1. The Power of Love (Radio Edit) – 4:47 (testo: Rush, Applegate – musica: de Rouge, Mende)
2. No Living Without Loving You – 4:22 (Warren)
3. Did You Give Enough Love – 4:22 (Seth Swirsky, Arnie Roman)

CD Mini Singolo (Giappone) (Epic: ESDA 7167)
1. The Power of Love (Radio Edit) – 4:42 (testo: Rush, Applegate – musica: de Rouge, Mende)
2. If You Asked Me To – 3:55 (Warren)

CD Singolo (Giappone) (Epic: ESCA 5878)
1. The Power of Love (Radio Edit) – 4:42 (testo: Rush, Applegate – musica: de Rouge, Mende)
2. No Living Without Loving You – 4:23 (Warren)
3. If You Asked Me To – 3:55 (Warren)

CD Singolo Promo (Regno Unito) (Epic: XPCD 348)
1. The Power of Love – 4:42 (testo: Rush, Applegate – musica: de Rouge, Mende)

CD Singolo (Regno Unito) (Epic: 659799 2)
1. The Power of Love (Radio Edit) – 4:42 (testo: Rush, Applegate – musica: de Rouge, Mende)
2. No Living Without Loving You – 4:23 (Warren)
3. Did You Give Enough Love – 4:22 (Swirsky, Roman)

CD Singolo Promo (Stati Uniti) (550 Music: BSK 5482)
1. The Power of Love (Radio Edit) – 4:42 (testo: Rush, Applegate – musica: de Rouge, Mende)
2. The Power of Love (Album Version) – 5:38 (testo: Rush, Applegate – musica: de Rouge, Mende)

CD Singolo (Stati Uniti) (550 Music: 36K 77230)
1. The Power of Love (Radio Edit) – 4:42 (testo: Rush, Applegate – musica: de Rouge, Mende)
2. No Living Without Loving You – 4:23 (Warren)

LP Singolo 7" (Stati Uniti) (Epic: 36-77230)
1. The Power of Love (Radio Edit) – 4:42 (testo: Rush, Applegate – musica: de Rouge, Mende)
2. No Living Without Loving You – 4:23 (Warren)

LP Singolo 7" (Europa) (Columbia: 659799 7)
1. The Power of Love (Radio Edit) – 4:47 (testo: Rush, Applegate – musica: de Rouge, Mende)
2. No Living Without Loving You – 4:22 (Warren)

LP Singolo 7" (Filippine) (Epic: QEL 45-20285)
1. The Power of Love – 4:42 (testo: Rush, Applegate – musica: de Rouge, Mende)
2. The Power of Love – 4:42 (testo: Rush, Applegate – musica: de Rouge, Mende)

LP Singolo 7" (Regno Unito) (Epic: 659799 7)
1. The Power of Love (Radio Edit) – 4:42 (testo: Rush, Applegate – musica: de Rouge, Mende)
2. No Living Without Loving You – 4:23 (Warren)

LP Singolo 7" (Spagna) (CBS/Sony: ARIC-262)
1. The Power of Love (Radio Edit) – 4:42 (testo: Rush, Applegate – musica: de Rouge, Mende)

LP Singolo 7" (Zimbabwe) (Columbia: SPCOL 3820)
1. The Power of Love – 4:42 (testo: Rush, Applegate – musica: de Rouge, Mende)
2. Misled – 3:30 (testo: Peter Zizzo – musica: Jimmy Bralower)

MC Singolo (Australia) (Epic: 659828-4)
1. The Power of Love (Radio Edit) – 4:42 (testo: Rush, Applegate – musica: de Rouge, Mende)
2. No Living Without Loving You – 4:23 (Warren)

MC Singolo (Canada) (Columbia: 38T 77230)
1. The Power of Love (Radio Edit) – 4:42 (testo: Rush, Applegate – musica: de Rouge, Mende)
2. No Living Without Loving You – 4:23 (Warren)

MC Singolo (Europa) (Columbia: 659779 4)
1. The Power of Love (Radio Edit) – 4:47 (testo: Rush, Applegate – musica: de Rouge, Mende)
2. No Living Without Loving You – 4:22 (Warren)

MC Singolo (Regno Unito) (Epic: 659799 4)
1. The Power of Love (Radio Edit) – 4:42 (testo: Rush, Applegate – musica: de Rouge, Mende)
2. No Living Without Loving You – 4:23 (Warren)

MC Singolo (Stati Uniti) (550 Music: 36T 77230)
1. The Power of Love (Radio Edit) – 4:42 (testo: Rush, Applegate – musica: de Rouge, Mende)
2. No Living Without Loving You – 4:23 (Warren)

### Classifiche

#### Classifiche settimanali
| Classifica (1993 -1994)                                | Posizione massima raggiunta |
| ------------------------------------------------------ | --------------------------- |
| Australia (ARIA)                                       | 1                           |
| Belgio Fiandre (Ultratop 50 Singles)                   | 5                           |
| Canada (RPM 100 Hit Tracks)                            | 1                           |
| Canada (RPM Adult Contemporary Tracks)                 | 1                           |
| Canada (The Record's Retail Singles Chart)             | 1                           |
| Europa (Eurochart Hot 100 Singles)                     | 17                          |
| Francia (SNEP)                                         | 3                           |
| Germania (Media Control Charts)                        | 57                          |
| Islanda (Íslenski listinn)                             | 3                           |
| Irlanda (IRMA)                                         | 13                          |
| Nuova Zelanda (The Official NZ Music Charts)           | 7                           |
| Paesi Bassi (Dutch Top 40)                             | 18                          |
| Paesi Bassi (Single Top 100)                           | 22                          |
| Regno Unito (Official Singles Chart Top 100)           | 4                           |
| Scozia (Official Scottish Singles Sales Chart Top 100) | 14                          |
| Stati Uniti (Billboard Hot 100)                        | 1                           |
| Stati Uniti (Billboard Hot Adult Contemporary Tracks)  | 1                           |
| Stati Uniti (Billboard Mainstream Top 40)              | 2                           |
| Stati Uniti (Billboard Rhythmic Songs)                 | 21                          |
| Svezia (Sverigetopplistan)                             | 7                           |

#### Classifiche annuali
| Classifica (1993)                                               | Posizione |
| --------------------------------------------------------------- | --------- |
| Canada (RPM Top 100 A/C Tracks of 1993)                         | 62        |
| Classifica (1994)                                               | Posizione |
| Australia (ARIA)                                                | 6         |
| Belgio Fiandre (Ultratop 100 jaaroverzichten 1994)              | 25        |
| Canada (RPM Top 100 Hit Tracks of 1994)                         | 10        |
| Canada (RPM Top 100 A/C Tracks of 1994)                         | 2         |
| Francia (SNEP)                                                  | 12        |
| Nuova Zelanda (The Official NZ Music Charts)                    | 47        |
| Paesi Bassi (Dutch Top 40)                                      | 148       |
| Stati Uniti (Billboard Hot 100 Singles)                         | 4         |
| Stati Uniti (Billboard Hot 100 Singles Sales)                   | 8         |
| Stati Uniti (Billboard 100 Singles Airplay)                     | 8         |
| Stati Uniti (Billboard Hot Adult Contemporary Singles & Tracks) | 4         |
| Svezia (Sverigetopplistan)                                      | 27        |

#### Classifiche di fine decennio
| Classifica (1990-1999)                              | Posizione |
| --------------------------------------------------- | --------- |
| Francia (SNEP)                                      | 160       |
| Stati Uniti (Billboard Hot 100 Singles of the '90s) | 48        |

### Crediti e personale
Registrazione
- Registrato ai Ground Control Studios di Brooklyn e ai Record Plant Studios di New York City.
- Masterizzato al Gateway Mastering

Personale
- Arrangiato da - David Foster
- Chitarra - Michael Thompson
- Ingegnere del suono - Humberto Gatica, David Reitzas
- Ingegnere del suono (assistente) - Erich Baron, Fred Kelly, Bill Leonard
- Masterizzato da - Bob Ludwig
- Mixato da - Humberto Gatica
- Musica di - Candy de Rouge, Gunther Mende
- Produttore - David Foster
- Produttore esecutivo - John Doelp, Vito Luprano
- Programmazione Synclavier - Simon Franglen
- Tastiere - David Foster, Simon Franglen
- Testi di - Mary Susan Applegate, Jennifer Rush

### Cronologia di uscita
| Paese       | Data             | Formato                              |
| ----------- | ---------------- | ------------------------------------ |
| Australia   | novembre 1993    | Musicassetta                         |
| Brasile     | ottobre 1993     | CD                                   |
| Canada      | ottobre 1993     | Musicassetta                         |
| Europa      | novembre 1993    | Maxi CD • Musicassetta • Vinile (7") |
| Filippine   | novembre 1993    | Vinile (7")                          |
| Giappone    | 12 dicembre 1993 | CD                                   |
| Giappone    | luglio 1996      | Mini CD                              |
| Regno Unito | novembre 1993    | CD • Musicassetta • Vinile (7")      |
| Spagna      | novembre 1993    | Maxi CD                              |
| Stati Uniti | 19 ottobre 1993  | CD • Vinile (7")                     |
| Zimbabwe    | 1994             | Vinile (7")                          |

## Altre versioni
Questo è l'elenco degli altri esecutori della canzone:
- The Shadows (1986)
- Nino De Angelo (cover in tedesco intitolata Ich suche nach Liebe, 1986)
- Nana Mouskouri (1987)
- Shirley Bassey (1991)
- Martine Chevrier (1992)
- Michael Crawford (1993)
- Andrea Bocelli (1995)
- David Osborne (1998)
- Helene Fischer (2011)